# Внешние территории Австралии

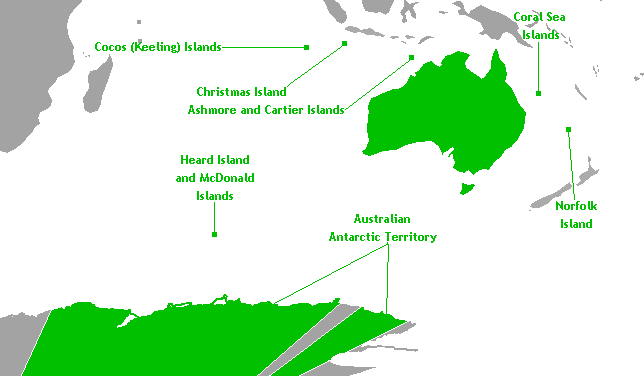
Географическое расположение внешних территорий Австралии

Внешние территории Австралии (англ. External territories of Australia) — совокупность нескольких небольших островных территориальных владений Австралийского Союза в Индийском, Тихом и Южном океанах, а также континентальной Австралийской Антарктической территории, суверенитет Австралии над которой не признаётся международным сообществом согласно подписанному ей в 1959 году Договору об Антарктике.

## Управление
В отличие от штатов Австралии, её внешние территории, согласно конституции страны, напрямую подчиняются правительству и парламенту Австралийского Союза. Король Австралии представлен назначаемыми генерал-губернатором Австралии администраторами (Administrators).
Лишь три из семи территорий обитаемы, а органы самоуправления (однопалатная законодательная ассамблея) имеются только на одной — на острове Норфолк, — поэтому она выделена в особую категорию самоуправляемой внешней территории (англ. Self-governing external territory). При этом, согласно «Акту острова Норфолк» 1979 года, федеральный парламент может отменить любое решение местного парламента. Исполнительная власть на этом острове осуществляется главным министром (Chief Minister).
Остальные две населённые внешние территории (остров Рождества и Кокосовые острова) с 1995 года административно объединены в Австралийские территории в Индийском океане, где управление осуществляется общим для них администратором и мэром (Mayor of Australian Indian Ocean Territories). При этом каждая из них имеет свой собственный местный совет (Shire Council).

## Перечень
| Флаг                                                                                            | Название внешней территории              | Океан     | Год обретения | ISO | e-домен  | Столица         | Население, чел. (2011) | Площадь, км² |
| ----------------------------------------------------------------------------------------------- | ---------------------------------------- | --------- | ------------- | --- | -------- | --------------- | ---------------------- | ------------ |
| Обитаемые                                                                                       |                                          |           |               |     |          |                 |                        |              |
|                                                                                                 | Остров Норфолк                           | Тихий     | 1901          | NF  | .nf      | Кингстон        | 2302                   | 35           |
|                                                                                                 | Остров Рождества                         | Индийский | 1958          | CX  | .cx      | Флайинг-Фиш-Ков | 2072                   | 135          |
| ¹                                                                                               | Кокосовые (Килинг) острова               | Индийский | 1955          | CC  | .cc      | Уэст-Айленд     | 550                    | 14           |
| Необитаемые                                                                                     |                                          |           |               |     |          |                 |                        |              |
| ¹                                                                                               | Австралийская антарктическая территория² | Южный     | 1933          |     | .aq, .au | (Моусон)        | 1000                   | 5 896 500    |
|                                                                                                 | Ашмор и Картье                           | Индийский | 1931          |     | .au      |                 | 0                      | 199          |
|                                                                                                 | Остров Херд и острова Макдональд         | Южный     | 1947          | HM  | .hm      |                 | 0                      | 372          |
|                                                                                                 | Территория островов Кораллового моря     | Тихий     | 1969          |     | .au      |                 | 4                      | 7            |
| ¹ Неофициальный флаг ² Не признаётся международным сообществом согласно Договору об Антарктике. |                                          |           |               |     |          |                 |                        |              |

Помимо перечисленных, среди островных владений Австралии есть ещё два — это расположенный примерно посередине между континентальным побережьем Австралии и принадлежащим ей островом Норфолк остров Лорд-Хау с населением около 350 человек, а также находящийся на расстоянии около 1,5 тыс. км к юго-востоку от Тасмании необитаемый остров Маккуори, где работают от 25 до 40 сотрудников австралийской полярной станции Маккуори. Лорд-Хау административно входит в состав австралийского штата Новый Южный Уэльс, а Маккуори относится к штату Тасмания.
Кроме того, под упомянутые критерии формально подпадает и сам остров Тасмания, однако его статус и система управления ничем не отличаются от остальных штатов Австралии.

## История
1 января 1901 года из получивших самостоятельность британских колоний в Австралии был образован Австралийский Союз на правах доминиона. В 1913 году Норфолк был выделен из состава штата Новый Южный Уэльс, получив свой нынешний статус, а с 1979 года — самоуправление.
В 1933 году Великобритания передала все свои территории южнее 60° ю. ш. и между 160° и 45° в. д. Австралии, образовав Австралийскую Антарктическую территорию. В 1947 году в состав ААТ были включены и переданные Великобританией острова Херд и Макдональд, но после вступления в силу в 1961 году подписанного Австралией Договора об Антарктике последние образовали отдельную внешнюю территорию, так как географически они находятся севернее 60° ю. ш. и потому на них не распространяется действие договора.
В 1931—1934 годах административные функции на необитаемых островах Ашмор и Картье Британия также передала Австралии и с 1938 года они стали частью австралийской Северной территории. В отдельное территориальное образование эти острова были преобразованы в 1978 году.
В 1955—1958 годах управлявшиеся ранее из британской колонии Стрейтс Сетлментс Кокосовые (Килинг) острова и остров Рождества были переданы под юрисдикцию Австралии.
В 1969 году из состава австралийского штата Квинсленд были выделены в отдельную внешнюю территорию острова Кораллового моря. В 1997 году к ним были административно добавлены и находящиеся примерно в 800 км на юг рифы Элизабет и Мидлтон.

## Бывшие внешние территории
Кроме того, в XX веке Австралия обладала ещё несколькими ныне утраченными островными территориями, а именно:
- Территория Папуа — с 1902 по 1949 год;
- Территория Новая Гвинея — с 1920 по 1949 год;
- Территория Папуа — Новая Гвинея — с 1949 по 1975 год;
- Науру — с 1923 по 1968 год.

Аннексированная в 1888 году Британская Новая Гвинея, находящаяся на юго-востоке одноимённого острова, была передана Великобританией под управление Австралии в 1902 году и получила название Территория Папуа (с 1905 года). По итогам Первой мировой войны Лига Наций добавила к ней и бывшую германскую северо-восточную часть Новой Гвинеи с прилегающими островами, образовав на её основе несколько мандатных территорий, из которых под управлением Австралии оказались Территория Новая Гвинея (с 1920) и Науру (с 1923).
В соответствии с «Актом о Папуа и Новой Гвинее» от 1949 года Территория Новая Гвинея и Территория Папуа были объединены в единое административное образование Территория Папуа — Новая Гвинея. В 1973 году последняя получила внутреннее самоуправление, а спустя два года стала независимым государством.
Остров Науру был в 1923 году передан Лигой Наций формально под совместное управление Великобритании, Австралии и Новой Зеландии, но административные функции при этом осуществляла Австралия. К 1966 году Науру получил внутреннее самоуправление, а его независимость была провозглашена в 1968 году.